# Куцура

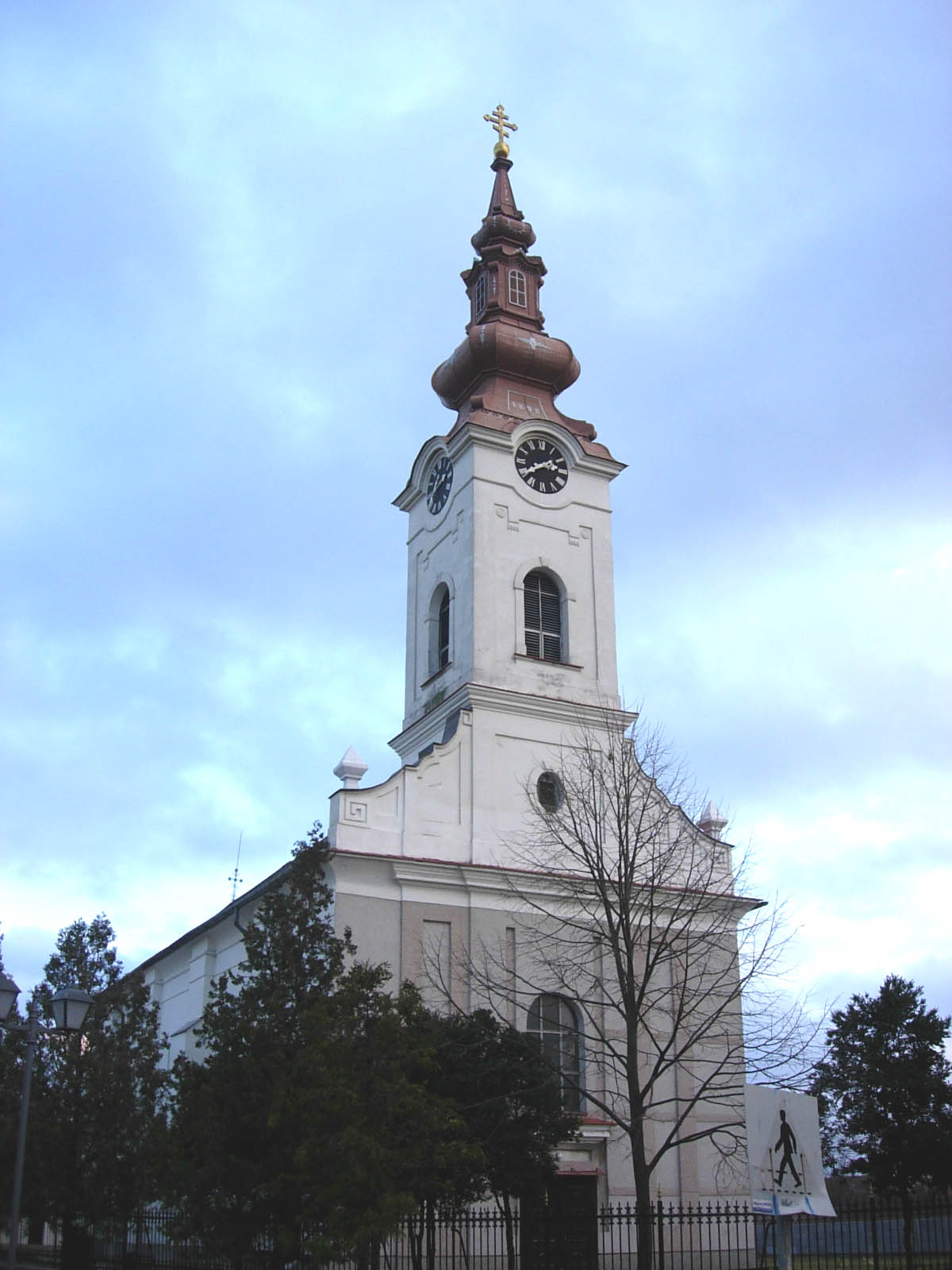
Греко-католическая церковь.

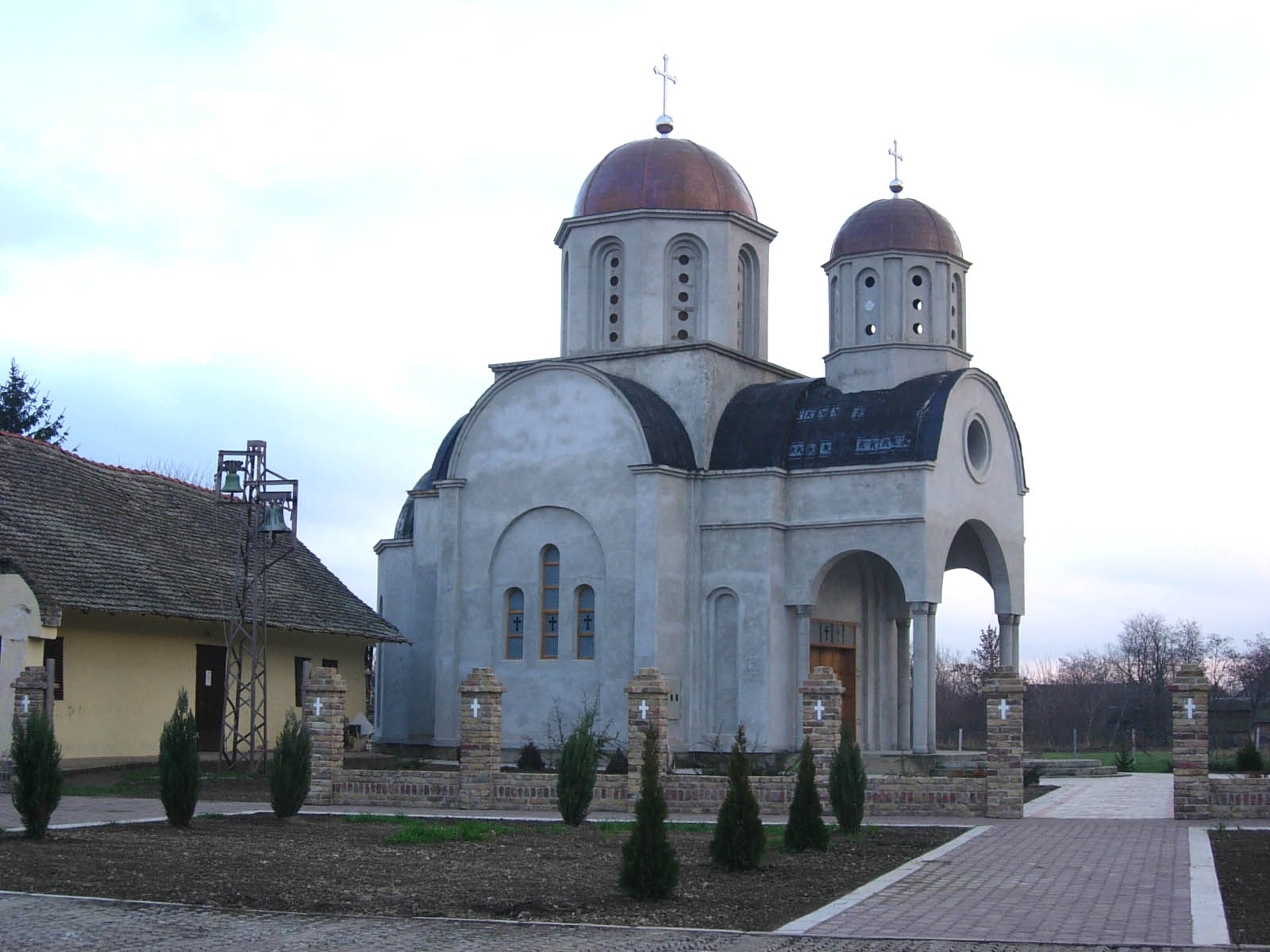
Православная церковь.

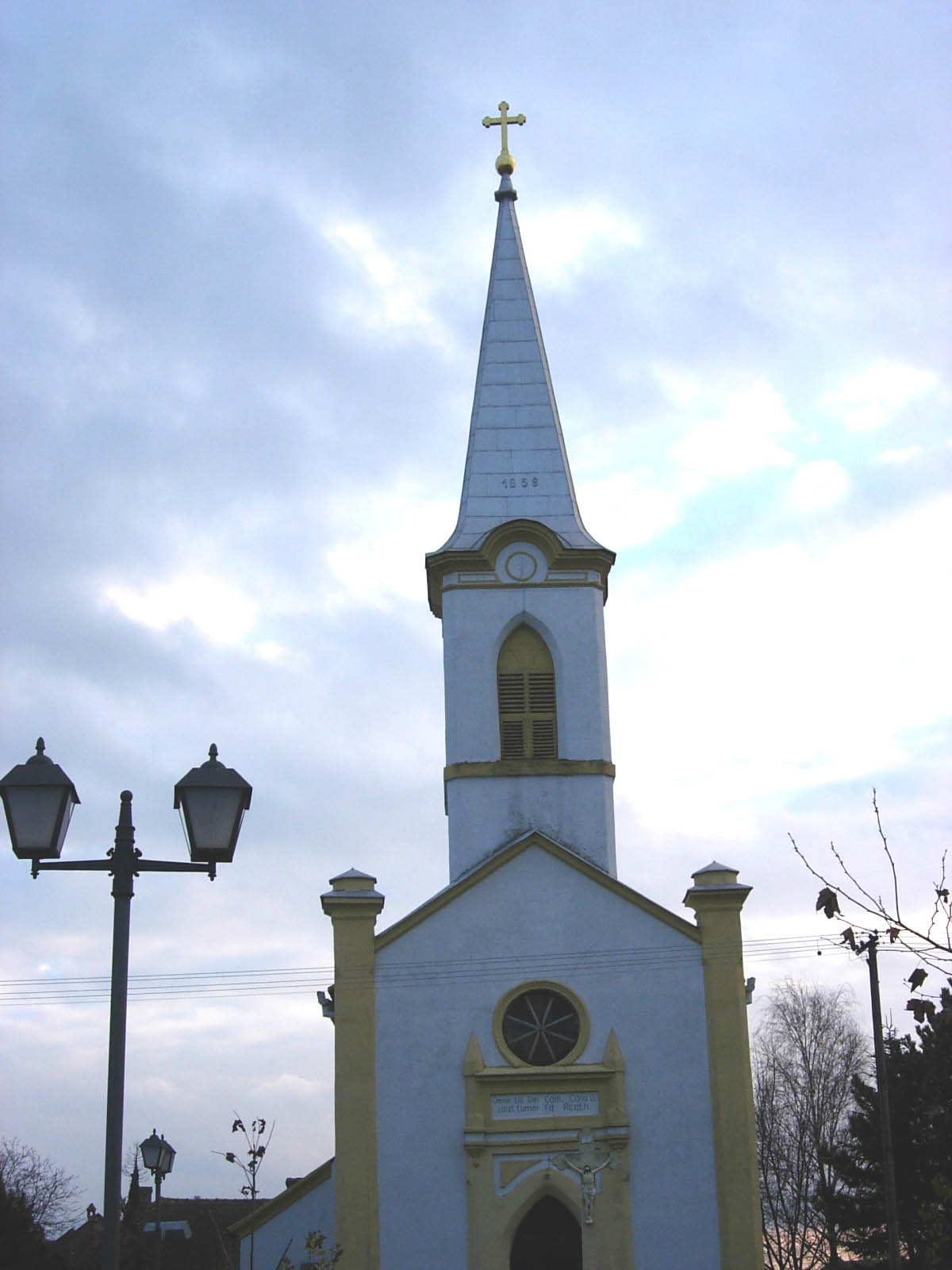
Католическая церковь всех святых

Куцура (серб. Куцура, русин. Коцур) — поселок в Сербии в автономном крае Воеводина в районе Вербас в общине Врбас Южно-Бачского округа. По состоянию на 2002 год поселок насчитывал 4663 жителей (в 1991 году было 4713 жителей). Поселок интересен тем, что большинство населения составляют русины — 47 процентов. Далее идут сербы, венгры и черногорцы. В поселке есть три церкви — православная, греко-католическая и католическая. В 1971 году паннонские русины составляли большинство (60 %) населения.

## Демография
В поселке Куцура живёт 3587 совершеннолетних жителя, а средний возраст — 38,3 лет (36,6 у мужчин и 40,0 у женщин). Население составляет 1623 семей, то есть средняя семья состоит из 2,86 человек.
Численность населения:
- 1948 = 4731
- 1953 = 4783
- 1961 = 4881
- 1971 = 4655
- 1981 = 4687
- 1991 = 4713
- 2002 = 4663

## Русинская община
В архивах старинных городов Руски-Крстур и Куцура хранятся исторические упоминания о прибытии в 1745 году одиннадцати русинских семей на постоянное поселение. До прибытия переселенцев эти места пустовали. С 1751 года началось массовое переселение русинов из районов современной Восточной Словакии в Керестур. В основной массе переселенцы были крестьянами, относительно мало было ремесленников, торговцев, а из интеллигенции приехали только священники и учителя. Разговорный язык испытал значительное влияние сербохорватского, а как литературно-письменный использовался церковнославянский, который, однако, был ограничен применением в религиозной сфере и церковных школах. В начале XX века русины создали литературный язык на основе своих говоров, которые классифицируют как восточнословацкие с субстратным и адстратным влиянием восточнославянских карпаторусинских говоров.
Этнический состав по переписи 2002 года по Сербии (муж. (процент)):
- русины — 2200 (47.17)
- сербы — 1808 (38.77)
- венгры — 352 (7.54)
- черногорцы — 90 (1.93)
- украинцы — 49 (1.05)
- хорваты — 44 (0.94)
- словаки — 16 (0.34)
- мусульмане — 15 (0.32)
- цыгане — 12 (0.25)
- македонцы — 11 (0.23)
- немцы — 4 (0.08)
- словенцы — 3 (0.06)
- русские — 2 (0.04)
- без определённой принадлежности — 36 (0.77)

## Известные личности
В поселении родился:
- Иннокентий Иван Тимко (1906—1945) — миссионер и общественный деятель.